# Тайовский, Йозеф

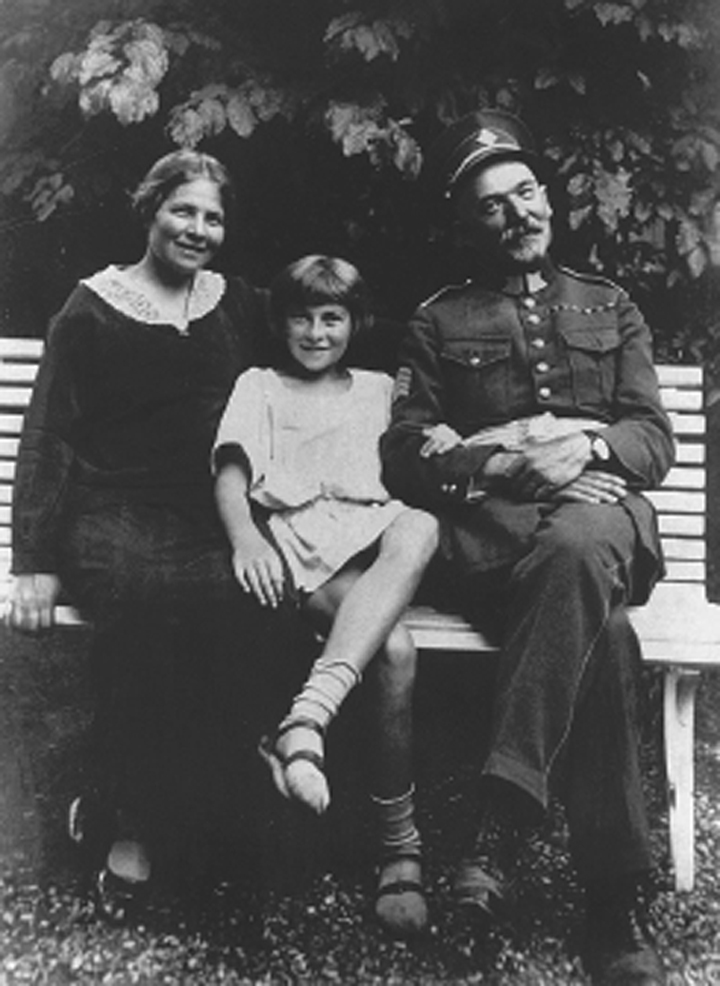
Йозеф Тайовский с женой и дочерью. 1922 г.

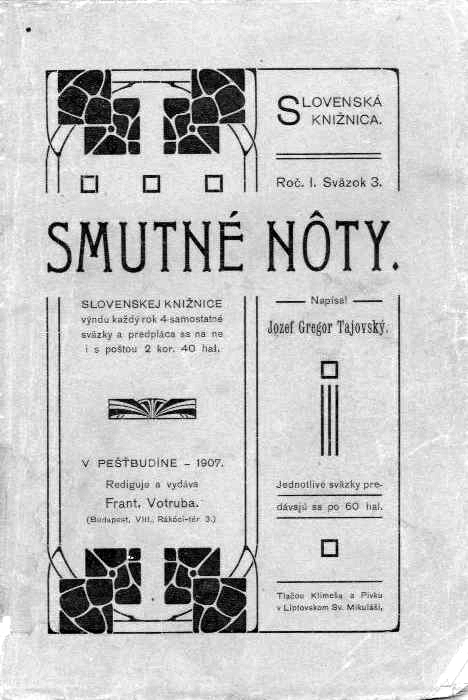
Книга Тайовского «Печальные ноты» (1907)

Йозеф (Йосеф) Тайовский (настоящие имя и фамилия — Йозеф Грегор) (словац. Jozef Tajovský; 18 октября 1874[…], Тайов, комитат Зойом — 20 мая 1940, Братислава) — словацкий прозаик, драматург, поэт, публицист, редактор, педагог, политик.
Зачинатель реалистической драматургии в Словакии.

## Биография
Родился в деревне Тайов (ныне Банскобистрицкого края Словакии). Был старшим ребёнком в многодетной семье сапожника.
В 1889—1893 годах обучался в учительском институте в Клашторе под Знёвом. Учительствовал с 1893 по 1904. В 1898—1900 одновременно с педагогической деятельностью учился в Торговой академии в Праге. Затем был чиновником в Сельском Народном банке. Сотрудничал с газетой «Ľudové noviny».
Во время учëбы в Праге стал членом сообщества DETVAN, направленного на возрождение национального самосознания среди словацких студентов. В 1890-е гг. сблизился с «гласизмом» — либеральным движением словацкой интеллигенции, и чешскими реалистами.
Участник Первой мировой войны, с 1915 — на русском фронте. Добровольно сдался в плен русским. Одно время сочувствовал Октябрьской революции 1917 в России, но не понял контрреволюционного характера интервенции во время гражданской войны в России (сборник «Рассказы о России», 1915, дополненное издание 1920). В 1917 в Бобруйске вступил в чехословацкий легион, в его составе воевал против Красной Армии.
Был редактором чехословацкой газеты «Hlas», издававшейся в Киеве. В 1919 вернулся на родину.
Редактировал журнал «Slovenské hlasy» (1920). Поселился в Братиславе, где стал лидером и автором программы Словацкой национальной партии, руководителем словацкого отделения легионеров. В 1925 был отправлен в отставку. В Братиславе жил и работал до самой смерти. В 1930-е гг. сблизился с молодыми писателями-коммунистами. Выступал противником словацкого национализма и сепаратизма.
Член Ассоциации словацких художников и общества словацких писателей.
Похоронен в родной деревне Тайов.
Жена — Гана Грегорова (1885—1958), писательница.

## Творчество
Печататься начал с 1896 года. Лучшие произведения Йозефа Тайовского, знаменовавшие новый этап в развитии словацкого реализма, созданы в период с конца 1890-х гг. до начала Первой мировой войны.
В сборниках «Рассказы» (1900), «Печальные ноты» (1907), «Из-под косы» (1910) автором показан драматизм повседневного существования «маленького человека» на рубеже XIX—XX веков. Автор далёк от традиционной идеализации крестьянства; его пьесы «Женский закон» (1900), «Кутерьма» (1909) отражают типичные коллизии крестьянской жизни.
Опубликовал сборник рассказов «Картинки новые и старые» (1928), драму «Смерть Дюрка Лангсфельда» (1923) и другие произведения, значительно уступающие довоенному творчеству.
Его пьесы и в настоящее время являются основой репертуаров словацких профессиональных театров, в том числе Словацкого национального театра, ряда национальных и зарубежных любительских театров.

## Избранные произведения
| - 1896 — Anička - 1898 — Sľuby - 1898 — Konačka - 1898 — Jej budúci - 1899 — Námluvy - 1900 — Ženský zákon - 1901 — Nový život - 1903 — Medveď - 1906 — Matka - 1909 — Statky-zmätky - 1911 — V službe - 1911 — Hriech - 1912 — Tma - 1915 — Tragik z prinútenia - 1915 — Jubileum - 1922 — Sova Zuza - 1923 — Smrť Ďurka Langsfelda - 1930 — Jej prvý román - 1934 — Blúznivci | - 1934/1935 — Sokolská rodina - 1938 — Hrdina - 1893 — Na mylných cestách - 1896 — Čarodejné drevo - 1896 — Starého otca rozpomienky - 1896/1900 — Rozprávky pre ľud - 1897 — Ferko - 1897 — Rozpomienka - 1897 — Omrvinky - 1897 — Z dediny - 1898 — Jastraby - 1900 — Rozprávky - 1901 — Úžerník a iné články - 1902 — Mládenci - 1903 — Maco Mlieč - 1903 — Apoliena - 1904 — Nové časy - 1904 — Besednice | - 1907 — Smutné nôty - 1908 — Mamka Pôstková - 1909 — Horký chlieb - 1909 — Na chlieb - 1909 — Mišo - 1910 — Umrel Tomášik - 1910 — Lacná kúpa a predsa draho padla! - 1910 — Spod kosy - 1911 — Tŕpky - 1911 — Jano Mráz - 1911 — Kosec Môcik - 1912 — Slovenské obrázky - 1914 — Výklad programu Slovenskej národnej strany - 1918 — Malý slovenský zemepis, dielo napísané v ruskom zajatí - 1919 — Prvý máj - 1919 — Rozprávky z Ruska, próza s vojnovou tematikou - 1920 — Na front a iné rozprávky - 1920 — Rozprávky o československých légiách v Rusku |

| - 1914 — Výklad programu Slovenskej národnej strany - 1917—1918 — Vojna a mier - 1918—1919 — Malý kultúrny zemepis Slovenska 1 — 2 - 1919 — O samospráve Slovenska - 1919 — Malý kultúrny zemepis východného Slovenska |

## На русском языке
- Грегор-Тайовский, Иозеф. Избранное. М., 1981